# Huỳnh Thị Cúc
Huỳnh Thị Cúc (黃氏菊, ? - 1802), là một trong Tây Sơn ngũ phụng thư, và là một nữ tướng của triều Tây Sơn trong lịch sử Việt Nam.

## Tiểu sử
Bà là người tỉnh Quảng Ngãi, cùng quê hương với Nguyễn Thị Dung (? - 1802), cũng là một trong Tây Sơn ngũ phụng thư. 
Tuy không xinh đẹp, nhưng bà có vóc dáng mảnh mai, tính nết dịu dàng, lại giỏi võ nghệ. Bà là em ruột Đô đốc Huỳnh Văn Thuận, một vị tướng giỏi của quân Tây Sơn.
Bà Dung là em của Nguyễn Văn Xuân người làng Lạc Phổ huyện Mộ Đức. Bà Cúc là em Huỳnh Văn Thuận người làng Đông Quang huyện Sơn Tịnh. Hai họ là chỗ quen thân. Ông Xuân và ông Thuận có tài về văn học. Bà Dung và bà Cúc có tài về kiếm thuật. Nghe tiếng Trương Văn Hiến, bốn anh em rủ nhau vào xin thọ giáo. Trương công không thu nạp nữ đồ đệ. Ông Xuân và ông Thuận ở lại An Thái học văn. Hai cô gái được Trương công giới thiệu lên Xuân Hòa thụ nghiệp cùng Bùi Thị Xuân.
Bà Dung và bà Cúc tuổi tác cùng tài nghệ tương đương với bà Nhạn, bà Lan. Cả bốn đều tôn Bùi nữ tướng làm thầy và coi nhau như ruột thịt.
Không rõ bà gia nhập nghĩa quân Tây Sơn vào năm nào, chỉ biết bà là tùy tướng của Bùi Thị Xuân (? - 1802). Sau khi đã thân thiết như ruột thịt, bà được bà Xuân truyền dạy cho bài "kiếm pháp song kiếm" bí truyền .
Năm 1778, Nguyễn Nhạc xưng đế. Huỳnh Thị Cúc chỉ huy 1 trong 4 lữ đoàn nữ binh thì do nữ tướng Bùi Thị Xuân tổ chức và điều khiển.
Tháng 2 năm 1802, bà theo Đô đốc Xuân tham gia trận Trấn Ninh (còn gọi là trận Đầu Mâu) ở Quảng Bình. Khi quân Tây Sơn đại bại, bà tình nguyện ở lại ngăn chặn quân Nguyễn, để Bùi Thị Xuân đưa vua Cảnh Thịnh qua sông chạy về phương Bắc. Sáng hôm sau, Huỳnh Thị Cúc cùng mười nữ binh áo ướt đẫm máu, về đến thành. Vừa trông thấy Bùi nữ tướng, Huỳnh Thị Cúc vội vã chạy đến ngã vào lòng. Bùi nữ tướng ôm lấy em, Huỳnh nữ kiệt nhìn chị lần cuối rồi tắt thở. Khi ấy, bà vẫn chưa có chồng.

## Sách tham khảo
- Quách Tấn - Quách Giao, Nhà Tây Sơn. Bảo tàng Bình Định xuất bản, 2002.
- Cao Tự Thanh (chủ biên), Phụ nữ Việt Nam trong lịch sử (tập 1). Nhà xuất bản Phụ Nữ, 2011.